# 黄花駅
黄花駅（こうかえき）とは、中華人民共和国黒竜江省牡丹江市愛民区に位置する浜綏線の駅。

## 歴史
- 1942年　開業。

## 隣の駅
中華人民共和国鉄道部
浜綏線
拉古駅 - 黄花駅 - 牡丹江駅
座標: 北緯44度33分41秒 東経129度33分14秒 / 北緯44.561308度 東経129.553881度